# Vila Verde (Figueira da Foz)
Vila Verde ist eine Gemeinde (Freguesia) in Portugal und gehört zum Kreis (Concelho) von Figueira da Foz.

## Geografie
5 km vom Stadtzentrum Figueira da Foz entfernt, und landeinwärts am Mondego gelegen, ist die Gemeinde durch die Feuchtgebiete am Nordufer des Flusses, aber auch durch Baumbestände und landwirtschaftliche Nutzflächen charakterisiert, vor allem den weiten Reisfeldern. Das Gebiet ist überwiegend flach, von einigen Hügeln unterbrochen, auf denen die Ortschaften liegen. Richtung Figueira da Foz beginnt, zur Gemeinde São Julião hin, bereits die zunehmend geschlossene urbane Bebauung. Zusammen mit São Julião, São Pedro, Tavarede und Buarcos stellt Vila Verde somit den urbanen Gemeindeteil Figueiras dar.

## Geschichte
Im Museum Museu Municipal Santos Rocha in Figueira sind die Funde ausgestellt, mit denen der Archäologe António dos Santos Rocha (1853–1910) die Besiedlung der Gegend bis zurück in die Altsteinzeit belegte.
Erstmals historisch erwähnt wurde die Gemeinde am 16. Februar 1096, als der Abt D. Pedro die Gebiete Fontanela (heute Fontela) und S.Veríssimo (heute Vila Verde) dem bischöflichen Besitz von Coimbra überschrieb.
Nachdem das Gebiet lange von Montemor-o-Velho aus verwaltet wurde, wurde es 1782 Figueira da Foz zugeordnet. 1790 wurde das Gebiet zudem aus den Kirchengemeinden S. Julião und Alhadas herausgelöst und eine eigenständige kirchliche Gemeinde. Ab 1821 wurde es dem Verwaltungskreis (Concelho) von Figueira da Foz zugeordnet, auf Initiative einer Gruppe von Bürgern hin, darunter Manuel Fernandes Tomás. 1919 wurde die Gemeinde eine eigenständige Verwaltungseinheit im Kreis, als „Freguesia de Vila Verde“.

## Kultur, Sport und Sehenswürdigkeiten
Die Gemeindekirche (Igreja Paroquial) ist dem Heiligen Santo Aleixo gewidmet, und birgt, neben verschiedenen Heiligen-Bildnissen, eine Glocke von 1783.
1995 wurde im Ort Quinta das Recolhidas eine Säule mit vier Menschenfiguren aufgestellt, die die vier traditionell bedeutenden Berufe der Gemeinde repräsentieren, namentlich den Müller (moleiro), den Bauer (agricultor), den Glasbläser (vidreiro), und den Salinenarbeiter (Salineiro).
Von den einst 34 im Gemeindegebiet befindlichen Windmühlen ist nur noch eine in Betrieb, deren Stilllegung jedoch bereits im Gespräch ist.
Der Sportverein Ginásio Clube Figueirense unterhält im Gemeindegebiet sein Ruderzentrum am Mondego.
Der einst sehr populäre Radrennfahrer Alves Barbosa wurde 1931 in Fontela, einem Ort der Gemeinde Vila Verde geboren.

## Verwaltung
Vila Verde ist Sitz einer gleichnamigen Gemeinde (Freguesia) im Kreis (Concelho) von Figueira da Foz, im Distrikt Coimbra. Am 19. April 2021 hatte die Gemeinde 2670 Einwohner auf einer Fläche von 17,3 km².
Folgende Ortschaften liegen in der Gemeinde Vila Verde:

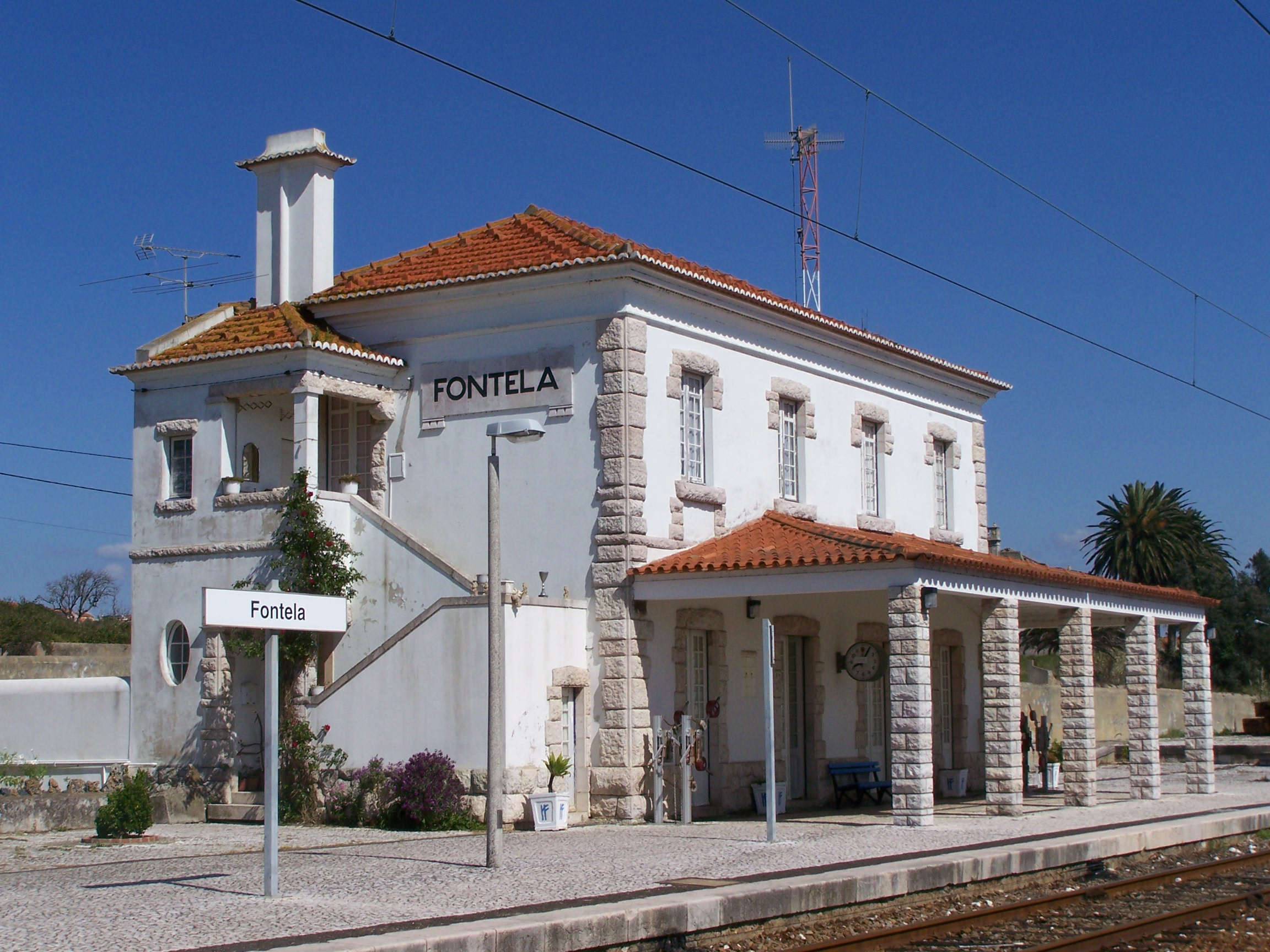
Der Bahnhof von Fontela

- Salmanha
- Fontela
- Vila-Verde
- Ervidinho
- Lares
- Feteira
- Caceira

## Verkehr
Die Gemeinde hat mit den Haltepunkten Fontela und Fontela A zwei Haltepunkte der Linha do Oeste, und dazu mit dem Bahnhof Lares (auch Bifurcação de Lares) den ersten gemeinsamen Haltepunkt, an dem die Linha de Oeste und der Ramal da Figueira da Foz zusammentreffen.
Die Gemeinde liegt an der Autobahn A14, mit eigener Ausfahrt.

## Wirtschaft
Fischerei, Landwirtschaft (Reis, Gemüse) und Salzgewinnung sind traditionell die bedeutendsten Wirtschaftszweige der Gemeinde, haben aber an Bedeutung verloren, zu Gunsten von Betrieben vor allem der Textil-, Logistik, Freizeit- und Gastronomie-Branche. In der Gemeinde ist dazu die Glasfabrik der Saint-Gobain Mondego S.A. ansässig, die ehemalige, 1920 gegründete Vidreira da Fontela, seit 2002 ein lokales Unternehmen der französischen Compagnie de Saint-Gobain. Auch ein Wärmekraftwerk liegt im Gemeindegebiet, in Lares.